# Leonard Mitchell
Leonard Mitchell, (nacido en St. Martinville, Luisiana) es un exjugador de baloncesto estadounidense. Con 2.00 de estatura, su puesto natural en la cancha era el de ala-pívot. 